# مغارة كبارة
مغارة كبارة هو موقع لكهف جيري في قرية كبارة المهجرة في حيفا، وقد سكن الكهف في الفترة بين 60,000 - 48,000 قبل الميلاد. وقد اكتشفت في الثلاثينيات من القرن العشرين، وتتكون المغارة من حجرة واسعة تبلغ أبعادها حوالي 20*20 متر ويصل ارتفاعها إلى 20 متر، ويوجد في سقفها فتحة نافذة غير منتظمة الشكل.

## الآثار
عثر فيها على عظام بشرية، أهمها هيكل عظمي لطفل، وإلى جواره مرفقات جنائزية من العصر الحجري القديم المتوسط. وكشف في الطبقات الأثرية التي تعود إلى فترة الحضارة النطوفية عن عدد كبير من الأدوات العظمية، مثل: يد منجل، وخطافات لصيد السمك، وأمشاط.